# Dominion Breweries

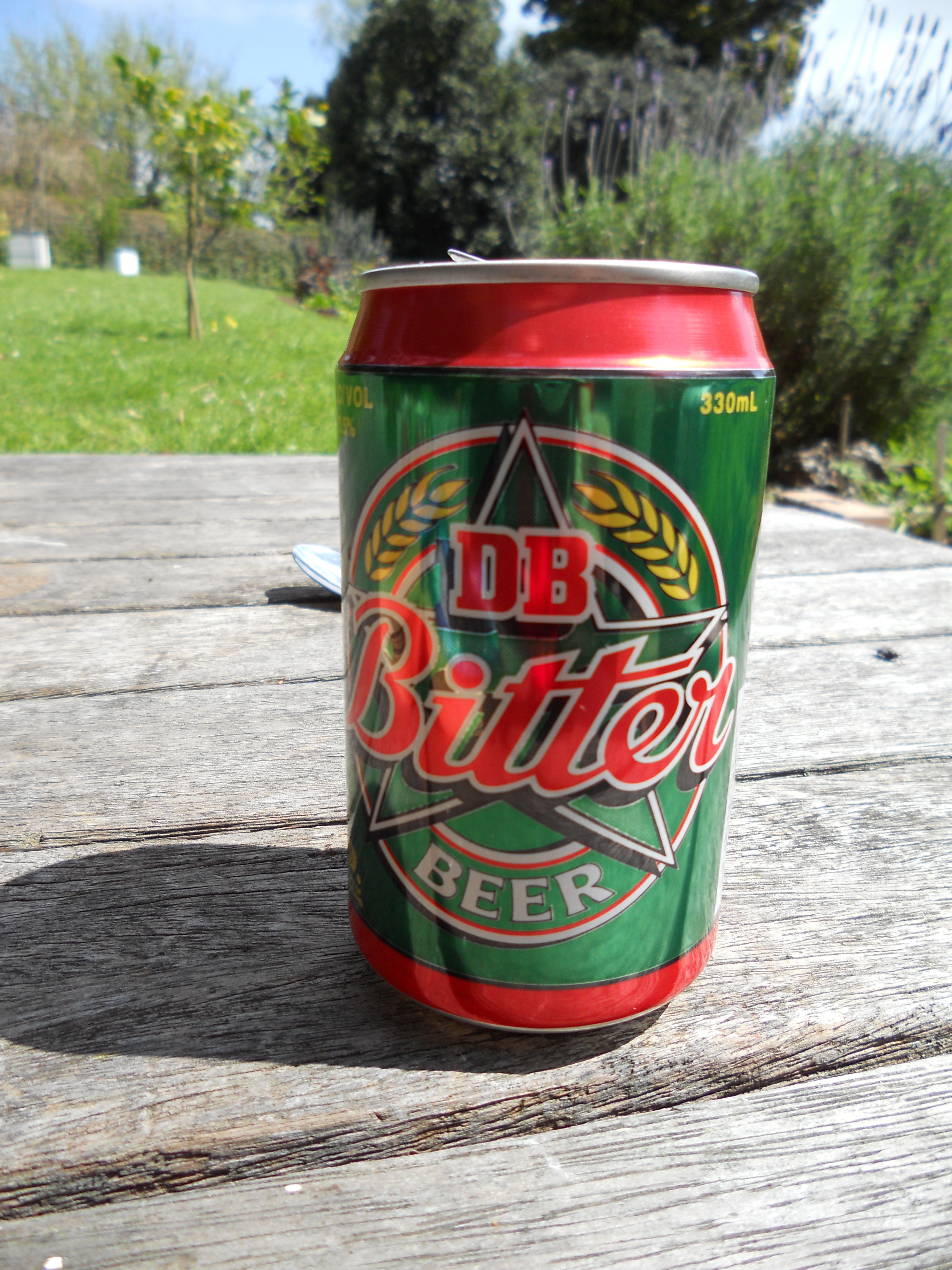
Eine Dose DB Bitter Beer

Die Dominion Breweries (kurz DB) gelten als die größten Brauereien Neuseelands.

## Geschichte
Sie wurde 1929 als „Waitemata Brewerey“ von J. Couttes in Ōtāhuhu, Neuseeland gegründet. Dort befindet sich auch heute noch der Unternehmenssitz. 1969 wurde die Taranaki Brewerey, New Plymouth, als auch die TUI Brewerey, Mangatainoka, übernommen. Ein Jahr später folgten die Dominion Breweries (dieser Name wird heute für den ganzen Konzern verwendet); daher befinden sich heute Brauereien in: Otahuhu, Mangatainoka, Washdyke und Greymouth.
Heute gehört das Unternehmen zu Asia Pacific Breweries Limited, einer Heineken-Tochter mit Sitz in Singapur.

## Marken
Heutige Marken sind:
| - Export Gold - DB Draught - Monteight's - TUI - Black Draught - Bulls Eye | - DB Bitter - Double Brown - Export Dry - Flame - Murphy’s - Barrel 51 |

außerdem werden:
- Heineken
- Sol
- Tiger-Bier
- Budejovicki (original Budweiser aus Tschechien)
- Amstel

in Lizenz für den neuseeländischen Markt hergestellt.